# Valény
Valény románul: Văleni, település Romániában, Erdélyben, Hunyad megyében.

## Fekvése
Algyógytól északra fekvő település.

## Története
Valény (Văleni) nevét 1888-ban említette először oklevél Valény, telep néven, mint Nyirmezőhöz tartozó településrészt.
1956-ban vált önálló településsé 355 lakossal.
1966-ban 286 lakosából 285, 1977-ben 187, 1992-ben 95, a 2002-es népszámláláskor 51 román lakosa volt.

## Források

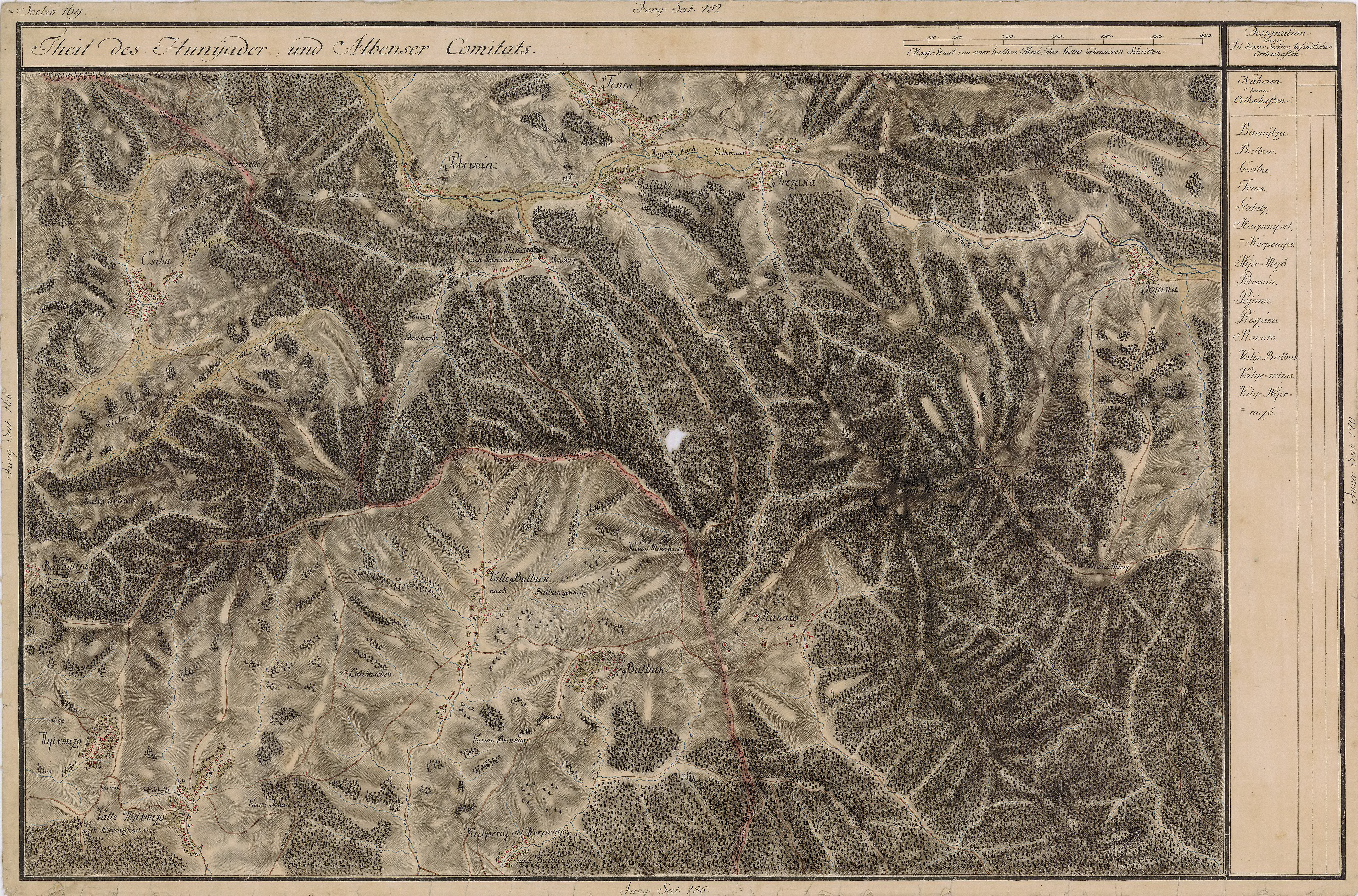
Valény egy régi térképen